# WDR mediagroup
Die WDR mediagroup GmbH ist die kommerzielle Tochtergesellschaft des Westdeutschen Rundfunks (WDR). Sie vermarktet und verwertet WDR-Programme und Inhalte weiterer Partner auf allen Verbreitungswegen. Das Kerngeschäft bildet die Werbezeitenvermarktung für die WDR-Hörfunkwellen 1 Live und WDR 2 sowie die Vermarktung der TV-Sponsoring-Umfelder in Das Erste. Zu den weiteren Geschäftsfeldern des Unternehmens zählen der Programmvertrieb, das Merchandising, barrierefreie Mediendienste und umfangreiche IT und Broadcast Services. Die WDR mediagroup ist an den nachfolgenden Gesellschaften jeweils zu 100 % beteiligt: WDR mediagroup digital GmbH und ARD Plus GmbH (gegründet am 2. September 2020). Seit Juli 2008 ist Michael Loeb Geschäftsführer der WDRmg. Im Mai 2017 wurde Frank Nielebock zum weiteren Geschäftsführer berufen.

## Geschichte
Die WDR mediagroup geht zurück auf die Westdeutsches Werbefernsehen GmbH (WWF), die 1958 als 100-prozentige Tochter des WDR gegründet wurde. Als das deutsche Fernsehen 1959 mit der Ausstrahlung von Fernsehwerbung begann, übernahm die WWF die Vermarktung der Werbezeiten für das Vorabendprogramm des WDR, das als regionales Programmfenster im Ersten von Montag bis Freitag ausgestrahlt wurde. Mit der Verlängerung des Vorabendprogramms erhöhte sich Ende der 1960er-Jahre auch der Anteil der von der WWF vermarkteten Werbezeit von anfänglich 6 auf 20 Minuten pro Tag.
1980 ging die Live-Sendung WWF Club an den Start, die dem TV-Publikum fortan zehn Jahre lang eine Mischung aus Musik, Sketchen und Wissenswertem bot. Als der WDR 1987 Hörfunkwerbung einführte, übernahm die WWF auch hier die Vermarktung der Werbezeiten und änderte ihren Namen in Westdeutsche Rundfunkwerbung GmbH. Um die inzwischen etablierte Marke zu erhalten, wurde die Abkürzung WWF beibehalten.
1993 wurden die regionalen Programmfenster im Ersten eingestellt, die Werbeblöcke blieben jedoch weiterhin regional buchbar und die Westdeutsche Rundfunkwerbung behielt ihr Mandat für das Gebiet Nordrhein-Westfalen. Da sich das Unternehmen im Laufe der Zeit nebenher viele weitere Geschäftsfelder erschlossen hatte und zum Multimedia-Dienstleister herangewachsen war, wurde es im Jahr 2004 in WDR mediagroup GmbH umbenannt.
Seit Bestehen der Rundfunkwerbung bei den öffentlich-rechtlichen Anstalten gibt es Kritik an der zusätzlichen Finanzierung neben dem Rundfunkbeitrag. Zuletzt forderte im Jahr 
2021 der scheidende Präsident der Bayerischen Landeszentrale für neue Medien (BLM), Siegfried Schneider, deutliche Einschnitte bei der Radio- und Fernsehwerbung für die öffentlich-rechtlichen Sender.

## Beteiligungen und Töchter
- WDR mediagroup digital GmbH

Die WDR mediagroup digital GmbH ist eine 100%ige Tochtergesellschaft der WDR mediagroup. Das Unternehmen wurde 1995 unter dem Namen Westdeutsche Programmentwicklungsgesellschaft als hundertprozentiges WDR-Tochterunternehmen gegründet, und am 1. Juli 2009 in WDR mediagroup digital GmbH umbenannt und der WDR mediagroup zugeordnet. Der Sitz des Unternehmens ist in der Kölner Innenstadt, in WDR-Nähe. Die WDR mediagroup digital ist heute ein IT- und Broadcast-Service-Dienstleister. Das Portfolio umfasst neben Managed Services im IT-Arbeitsplatzservice und RZ-Dienstleistungen den Betrieb von automatisierten Digitalisierungssystemen sowie den Betrieb und Support von IT-Infrastrukturen und Anwendungssystemen. Zudem entwickelt WDR mediagroup digital Software-Konzeptionen, Web- und App-Anwendungen und bieten Broadcastdienstleistungen an.
- ARD Plus GmbH

Die ARD Plus GmbH wurde 2020 als 100%ige Tochtergesellschaft der WDR mediagroup gegründet. Sie betreibt die Weiterentwicklung des Video-on-Demand-Angebots ARD Plus.
- ARD Media GmbH, von 1994 bis 2022 ARD-Werbung Sales & Services GmbH (AS&S)
- Bavaria Film GmbH
- ARD Degeto Film GmbH